# Guy Soulié
Pour les articles homonymes, voir Soulié.
Guy Soulié, né le 12 octobre 1920 à Bordeaux et mort le 24 avril 2015 à Courpiac,, est un astronome français. Le Centre des planètes mineures lui crédite la découverte de deux astéroïdes. 
L'astéroïde (13226) Soulié a été nommé en son honneur,.
| (1736) Floirac   | 6 septembre 1967 |
| (1918) Aiguillon | 19 octobre 1968  |

L'astéroïde (1736) Floirac a été nommé par le découvreur d'après Floirac, la commune de Gironde (en banlieue de Bordeaux) où son observatoire était situé. L'astéroïde (1918) Aiguillon est quant à lui nommé d'après la petite ville d'Aiguillon, en Lot-et-Garonne, lieu d'origine du découvreur,.